# Ясін Пехліван
Ясін Пехліван (нім. Yasin Pehlivan, нар. 5 січня 1989, Відень) — австрійський футболіст, півзахисник клубу «Ред Булл» і національної збірної Австрії.

## Клубна кар'єра
Народився 5 січня 1989 року в місті Відень. Вихованець юнацьких команд футбольних клубів «Оттакрінг», «Ферст Вієнна» та «Рапід» (Відень). 2009 року почав залучатися до головної команди «Рапіда». Відіграв у її складі наступні два з половиною сезони своєї ігрової кар'єри, протягом яких був основним гравцем.
Протягом 2011-2015 років виступав на історичній батьківщині, в Туреччині, де захищав кольори «Ґазіантепспора», «Бурсаспора» і «Кайсері Ерджієсспора».
22 серпня 2015 року повернувся до Австрії, уклавши однорічний контракт з клубом «Ред Булл».

## Виступи за збірні
Протягом 2008–2009 років залучався до складу молодіжної збірної Австрії. На молодіжному рівні зіграв у 2 офіційних матчах.
2009 року дебютував в офіційних матчах у складі національної збірної Австрії. Наразі провів у формі головної команди країни 17 матчів.